# Le deuil sied à Électre (mini-série)
Pour les articles homonymes, voir Le deuil sied à Électre (homonymie).
Le deuil sied à Électre est une mini-série française réalisée par Maurice Cazeneuve, à partir de la pièce homonyme d'Eugene O'Neill, diffusée les mercredis 20 février 1974, 27 février 1974 et 6 mars 1974 sur la deuxième chaîne de l'ORTF.

## Fiche technique
- Réalisation : Maurice Cazeneuve
- Auteur : Eugene O'Neill
- Création de décors : François Comtet et Jacques Mely
- Création des costumes : Rosine Delamare et Daniel Droeghmans
- Directeur de la Photographie : André Villard
- Durée : 255 minutes

## Distribution
- Hervé Bellon : Peter
- Anne Deleuze : Lavinia
- Michel Etcheverry : Ezra
- Josep Maria Flotats : Orin
- Suzy Gossen : Miss Blackwith
- Olivier Hussenot : Seth
- Jean-Louis Le Goff : l'agent immobilier
- Hélène Legrand : Annie
- Corinne Le Poulain : Hazel
- Pierre Leproux : Ames Amos
- Pierre Réal : Silvia
- Malka Ribowska : Christine
- Yvon Sarray : Small
- Janine Souchon : Louisa Amos
- Bernard Tiphaine : Adam Brant

## Sources
- Télé 7 jours, n° 721 du 16 février 1974